# Karl Dannemann (Politiker)
Karl Dannemann (* 27. September 1885 in Danzig; † nach 1950) war ein deutscher Politiker (DDP, LDP) und Landtagsmitglied in Sachsen-Anhalt. 1950 flüchtete er nach West-Berlin.

## Leben
Karl Dannemann besuchte das Realgymnasium St. Johann in Danzig und machte danach eine Lehre als Kaufmann und Buchdrucker. Anschließend arbeitete er in Buchdruckereien und als Schriftleiter von Tageszeitungen. 1912 erwarb er eine Buchdruckerei in Stendal. 1915 bis 1918 leistete er Kriegsdienst im Ersten Weltkrieg.
1918 bis 1933 war er Mitglied der DDP bzw. DStP. Er war 1918 bis 1930 Vorsitzender der Ortsgruppe Stendal und des Landesverbandes Altmark seiner Partei. 1920 wurde er Stadtverordnetenvorsteher in Stendal. 1926 bis 1929 war er Abgeordneter im Provinziallandtag der Provinz Sachsen und Vorstandsmitglied des Städtetages der Provinz Sachsen.
1945 gehörte er zu den Gründern der LDP in Stendal und Orts- und Kreisvorsitzender des Landkreises Stendal sowie des Bezirksverbandes Altmark seiner Partei. 1946 war er Mitglied der ernannten Beratenden Versammlung der Stadt Stendal und der Provinz Sachsen. Im Dezember 1946 wurde er unbesoldeter Stadtrat der Stadt Stendal. Am 27. September 1946 wurde er zum Oberbürgermeister von Stendal ernannt. Er gehörte den Vorstand des Städtetages an.
Bei der Landtagswahl in der Provinz Sachsen 1946 wurde er im Wahlbezirk I (Jerichow II, Salzwedel, Osterburg, Stendal, Gardelegen) in den Landtag Sachsen-Anhalt gewählt. Dort war er Mitglied des Ausschusses für Kreis- und Gemeindeangelegenheiten. Er gehörte dem Landtag bis zu seinem Rücktritt am 27. April 1950 an. Im selben Jahr wurde er im Rahmen der politischen Säuberungen aus der LDP ausgeschlossen und musste nach West-Berlin flüchten.